# Dmitrij L'vovič Naryškin
Dmitrij L'vovič Naryškin (in russo Дмитрий Львович Нарышкин?; 30 maggio 1764 – 31 marzo 1838) è stato un nobile russo.

## Biografia
Era il figlio di Lev Aleksandrovič Naryškin, e di sua moglie, Marija Osipovna Zakrevskaja. Ricevette un'educazione a casa.

## Carriera
Iniziò il suo servizio alla corte di Caterina II, il 1º gennaio 1793 come ciambellano.
Nel novembre 1836 inviò a Aleksandr Sergeevič Puškin un anonimo "diploma" della sua elezione a vice maestro del cornuto. Profondamente offeso da questa presa in giro, il poeta ha cercato di capire chi c'era dietro. Il risultato è stato l'ultimo duello e la morte di Aleksandr Sergeevič Puškin.
Massone, maestro nel 1818-19, fu membro della Loggia degli "Amici del Nord".

## Matrimonio
Nel 1795 sposò la principessa Marija Antonovna Światopełk-Czetwertynski. Ebbero sei figli, tre dei quali morirono in tenera età. Tutti i bambini erano ufficialmente di Dmitrij anche se è di opinione diffusa che il padre dei cinque bambini più piccoli fosse l'imperatore Alessandro I:
- Marija Dmitrievna (1798-11 agosto 1871), sposò il conte Nikolaj Dmitrievič Gur'ev, ebbero tre figli;
- Elizaveta Dmitrievna (1803);
- Elizaveta Dmitrievna (28 agosto 1804);
- Sof'ja Dmitrievna (1808-18 giugno 1824);
- Zinaida Dmitrievna (18 luglio 1810);
- Ėmmanuel Dmitrievič (30 luglio 1813-31 dicembre 1901).

## Morte
Morì il 31 marzo 1838. Fu sepolto nel Monastero di Aleksandr Nevskij.